# جرف النصر
جرف النصر با نام پیشین جرف الصخر  یک منطقهٔ مسکونی در عراق است که در استان بابل واقع شده‌است.
این منطقه، موقعیت خطیری برای شهر کربلا دارد و هرساله در سالگرد کشته شدن حسین بن علی، امام سوم شیعیان، مسلمانان شیعه از همین منطقه خود را به کربلا و مقبره حسین بن علی می‌رسانند.

## خصوصیات
جرف النصر ۸۰٬۶۸۲ نفر جمعیت دارد.

## تغییر نام به جرف النصر
بدنبال بازپسگیری این شهر از داعش در سال ۲۰۱۴، شورای استانی بابِل اعلام نمود که از این پس نام شهر را از (به عربی: جرف الصخر) به معنای ساحل سنگی به (به عربی: جرف النصر) به معنای ساحل پیروزی عوض می‌کند.